# Gobernador general de Tuvalu
El gobernador general de Tuvalu es el representante del rey Carlos III que es el jefe de Estado del país oceánico. El cargo se creó al independizarse Tuvalu del Reino Unido en 1978.

## Lista de gobernadores generales
- Fiatau Penitala Teo (1978-1986)
- Tupua Leupena (1986-1990)
- Toaripi Lauti (1990-1993)
- Tomu Sione (1993-1994)
- Tulaga Manuella (1994-1998)
- Tomasi Puapua (1998-2003)
- Faimalaga Luka (2003-2005)
- Filoimea Telito (2005-2010)
- Iakoba Italeli (2010-2019)
- Teniku Talesi Honolulu (2019-2021)
- Samuelu Teo (2021-2021)
- Tofiga Vaevalu Falani (2021-)

- Datos: Q644809
- Multimedia: Governors-General of Tuvalu / Q644809